# Nicolás Rodríguez Carrasco
Nicolás Rodríguez Carrasco (1890 - 11 de agosto de 1940) fue un militar mexicano con idealismo villista que participó en la Revolución mexicana. Fue el líder de la organización paramilitar fascista Acción Revolucionaria Mexicanista.
A lo largo de su vida, Rodríguez Carrasco participó en múltiples rebeliones contra los gobiernos mexicanos. En la década de 1930, se había convertido en un admirador de Adolf Hitler e hizo campaña a través de su grupo paramilitar para expulsar a judíos, chinos y comunistas de México. Su organización, también llamada las «Camisas Doradas» fue apoyada y protegida en gran medida por el expresidente Plutarco Elías Calles, ya que tanto Calles como Rodríguez Carrasco eran acérrimos oponentes del entonces gobierno cardenista. Rodríguez Carrasco fue expulsado de su país en agosto de 1936. Durante su segundo exilio en Texas, él y la Acción Mexicanista Revolucionaria planearon un golpe de Estado contra el gobierno mexicano.

## Biografía

### Primeros años
Rodríguez Carrasco nació en la ciudad de Chihuahua. Su padre fue carrancista durante la Revolución mexicana antes de incorporarse a la División Norte. Desde muy joven conoció y entabló una amistad muy estrecha con Pancho Villa. En más de una ocasión, Rodríguez Carrasco escondió a Villa en casa de sus padres para evadir la captura de los rurales.
En una declaración dada por Rodríguez Carrasco en 1912, conoció a Villa cuando era un niño, y éste era amigo de la familia Rodríguez, incluso visitaba con frecuencia la tienda de comestibles en la que trabajaba Rodríguez Carrasco.
Rodríguez Carrasco tenía muchos hermanos que apoyaron sus esfuerzos paramilitares, en particular José, Joaquín y Manuel.

### Rebelión y primer exilio
En 1923, Rodríguez Carrasco fue partícipe del el fallido golpe de Estado liderado por Enrique Estrada Reynoso conocido como la «Rebelión Delahuertista». Por su participación en el complot, fue exiliado a El Paso, Texas, en 1924. Pasó un par de años haciendo trabajos ocasionales, mientras conspiraba contra el gobierno mexicano.
Tras su liberación de prisión en marzo de 1928 a causa de un complot siendo sentenciado por un año, se mudó nuevamente a Los Ángeles y se convirtió en editor de El Informador. Ocupó este cargo por un corto tiempo antes de regresar a México.

### Regreso a México
Rodríguez Carrasco regresó a su ciudad natal por recomendación del también general Rodrigo M. Quevedo al gobernador del estado de Chihuahua. Quevedo intentó crear una Feria Revolucionaria en Ciudad Juárez para conmemorar la Revolución mexicana. Se contactó a muchas figuras y militantes revolucionarios, incluido Rodríguez Carrasco, sin embargo la feria nunca llegó a concretarse. Logró recibir alrededor de 20.000 pesos a través de donaciones políticas producto de las justas perpetradas. Poco después de su regreso, se involucró políticamente con muchas organizaciones de extrema derecha.
Durante 1928 y 1929, hizo campaña a favor de la candidatura presidencial de José Vasconcelos para las elecciones presidenciales de 1929. La elección fue amañada en contra del favor de Vasconcelos y posteriormente intentó, sin éxito, obtener apoyo militar para derrocar al gobierno. También en 1929, volvió a participar en una rebelión contra el gobierno mexicano encabezada por José Gonzalo Escobar conocida como Rebelión de Escobar.
En 1931 Rodríguez Carrasco se unió a una organización de extrema derecha y sinofóbica llamada Comité Pro-Raza.
En 1932, Rodríguez Carrasco formó las Camisetas Verdes, grupo paramilitar que se caracterizó por ser anticomunista, antisindical y ultranacionalista. En las reuniones, los miembros coreaban «México para los mexicanos». El grupo se enfrentó activamente a los huelguistas y atacó a las empresas de propiedad china. La organización contaba con el amparo y apoyo de Plutarco Elías Calles. El grupo fue disuelto por Abelardo L. Rodríguez poco después de tomar el poder en septiembre de ese año.

### Acción Revolucionaria Mexicanista
Rodríguez Carrasco, junto con varios otros ex veteranos militares, fundó el grupo paramilitar Acción Revolucionaria Mexicanista, −también conocido como Camisas Doradas o por sus siglas ARM− el 25 de septiembre de 1933. La organización estaba formada principalmente por muchos ex generales y veteranos de la Revolución Mexicana. El grupo fue protegido y apoyado por Calles al igual que la organización anterior de Rodríguez Carrasco. La organización llamó a expulsar a judíos y chinos de México en «defensa de los intereses nacionales». En 1934, se le concedió el título de Jefe Supremo de los Camisas Doradas.
Las tensiones entre Elias Calles y el presidente Lázaro Cárdenas aumentaron y este último incrementó los esfuerzos de represión de los Camisas Doradas. El 20 de noviembre de 1935, un violento enfrentamiento entre comunistas y fascistas durante el desfile del Día de la Revolución en el Zócalo resultó en 3 muertos y más de 40 heridos, entre ellos el propio Rodríguez Carrasco, quien recibió dos puñaladas en el abdomen y quedó gravemente herido.
El incidente provocó la indignación pública en México contra la Acción Revolucionaria Mexicanista. El Senado intentó prohibir la organización un día después de los disturbios. Se llevaron a cabo protestas públicas contra el grupo y sus actividades antisindicales y el presidente Cárdenas recibió una abrumadora cantidad de solicitudes para prohibir la organización.
Un férvido simpatizante del nazismo y el fascismo, del cual se inspiraría en formar la ARM, expresó sobre Adolf Hitler:

Hitler, un insignificante ex-soldado de la guerra mundial, pero hombre de una clarísima visión y de un insospechable amor por su patria; abarco de una sola ojeada el magno problema del peligro judaico, maduro sus planes, y cuando se encontró dueño de Alemania, afrontó bravamente la situación y expulso sin misericordia, en un acto genial y audaz, a todos los judíos residentes en el Reich.

### Segundo exilio
El 27 de febrero de 1936 Cárdenas ordenó la disolución del grupo. El 11 de agosto, Rodríguez Carrasco fue arrestado y condenado a ser expulsado del país. Fue arrestado en Pachuca de Soto, donde lo llevaron a un aeropuerto y lo trasladaron en avión a Ciudad Juárez y luego a El Paso, Texas. Después de su exilio, el gobierno mexicano lo consideró una no amenaza.
A lo largo de su exilio, Rodríguez Carrasco continuó redactando diversos manifiestos contra el gobierno, los judíos, los comunistas y el presidente Cárdenas en The McAllen Monitor. 
Rodríguez Carrasco se mudó a Laredo, Texas, con su esposa Leonor Gutiérrez. Poco después conoció a una joven llamada Emilia Herrón que pertenecía a una familia muy rica de El Paso. Tuvieron un romance y se divorció de Gutiérrez. Rodríguez Carrasco contactó a los servicios de inmigración para que deportaran a Gutiérrez de regreso a México. Gutiérrez, angustiada, trajo consigo un gran volumen de documentos que contenían información sensible sobre la Acción Revolucionaria Mexicanista. Ella notificó a la policía de la Ciudad de México sobre las actividades de Rodríguez Carrasco. Hizo muchas declaraciones públicas sobre las actividades de la organización contra el gobierno y nombró a muchas figuras públicas que apoyaban al grupo paramilitar. Esto provocó graves conflictos internos dentro de la organización donde algunos miembros del grupo dejaron de apoyar a Rodríguez Carrasco.

### Otras actividades y rebelión de noviembre de 1938
Al menos desde 1935, la organización había estado planeando una rebelión contra el gobierno. Carlos Walterio Steinman, excoronel del ejército mexicano residente en Nueva York, le dijo a Rodríguez Carrasco que había recaudado más de 4 millones de dólares para ayudar en un «cambio de gobierno» en una carta fechada el 3 de julio de 1935. Rodríguez Carrasco estableció una sede de Acción Mexicanista Revolucionaria en Mission, Texas. Se acercó a ricos petroleros texanos cuyos activos en México se vieron afectados negativamente por huelgas de trabajadores y políticas gubernamentales de fondos. Otros donantes de los que recibió fondos personalmente fueron el reverendo PL Delgado, William H. Wood y un granjero rico conocido sólo como Smithers.
También recibió fondos para comprar armamento del exgobernador de San Luis Potosí, Saturnino Cedillo, un muy buen amigo suyo. Cedillo, en 1937, tenía agravios con Cárdenas y supuestos vínculos con los nazis alemanes, y también sostuvo varias reuniones privadas con miembros de Acción Revolucionaria Mexicanista.
En marzo de 1937, Rodríguez Carrasco recibía entre 2.000 y 3.000 dólares al mes en donaciones de ciudadanos estadounidenses y mexicanos por igual para la Acción Revolucionaria Mexicanista. El dinero fue entregado a contactos que viajaban regularmente desde Brownsville y Heroica Nogales. Rodríguez Carrasco también se reunió con Henry Allen, quien era una figura destacada de un grupo fascista antisemita estadounidense conocido como la Legión de Plata. Allen le ofreció protección y ambos recibieron directamente fondos del Partido Nacionalsocialista Obrero Alemán. 
El Gobierno mexicano había recibido diversos informes sobre el complot y la compra de armas de Rodríguez Carrasco. El 13 de noviembre de 1938 se inició la rebelión en Tamaulipas donde ya se habían enviado tropas a solicitud del gobernador, Marte R. Gómez.
La historiadora Alicia Gojman de Backal opinó que las rebeliones fracasaron en gran medida en parte debido a la incapacidad de Rodríguez Carrasco para atraer un gran número de seguidores, ya que su movimiento fundamentalmente no atraía a las masas. Como la nacionalización de la industria petrolera resultó beneficiosa y popular para la mayoría de la población, muy pocos, especialmente las personas de las clases media y baja, se opusieron.

### Enfermedad y muerte
En algún momento entre finales de 1939 y principios de 1940, Rodríguez Carrasco desarrolló anemia aplásica. En febrero de 1940, un informante del gobierno mexicano con estrecho contacto con Rodríguez Carrasco informó que había contraído fiebre tifoidea y viajó a un sanatorio en Chicago. El informante también afirmó que Rodríguez Carrasco en ese momento se había vuelto difícil de reconocer debido a una pérdida de peso significativa y al nuevo uso de anteojos.
Ya sin motivaciones políticas, solicitó un perdón a Cárdenas para poder regresar a México, citando su enfermedad terminal. Se le concedió amnistía y se mudó a la casa de su madre el 5 de agosto. Murió seis días después, el 11 de agosto, a causa de su enfermedad.

## Disputas históricas

### Edad
A pesar de los mejores esfuerzos de búsqueda de los historiadores, no se ha hallado el certificado de nacimiento de Rodríguez Carrasco. Se estima que su año de nacimiento es 1890; tenía aproximadamente 44 años cuando asumió el liderazgo de la Acción Revolucionaria Mexicanista en 1934. El año de nacimiento de Rodríguez Carrasco fue colocado en 1897 en Diccionario biográfico de la extrema derecha desde 1890 de Philip Rees.

### Lugar de fallecimiento
Hay muchos informes contradictorios sobre el lugar de la muerte de Rodríguez Carrasco. Después de su muerte, diferentes fuentes de noticias afirmaron que había muerto en Mission o El Paso, en Texas. Otras fuentes afirmaron que había muerto en la casa de su madre y que su ubicación era en Ciudad Juárez o Reynosa. El consenso histórico es que Rodríguez Carrasco había muerto en la casa de su madre en el norte de México, mientras que todas las fuentes informan que su muerte ocurrió el 11 de agosto.